# Liste der Museen in Wolfsburg
Die Liste der Museen in Wolfsburg führt die Museen der niedersächsischen Stadt Wolfsburg auf.

## Die Liste
| Name                             | Adresse/Lage                                             | Beschreibung | Bild |
| -------------------------------- | -------------------------------------------------------- | --- | ---- |
| Kunstmuseum Wolfsburg            | Lage Hollerplatz 1, 38440 Wolfsburg                      | In diesem international renommierten Kunstmuseum wird seit 1994 zeitgenössische und moderne, internationale Kunst ausgestellt. |      |
| Städtische Galerie Wolfsburg     | Schloss Wolfsburg Lage Schloßstraße 8, 38448 Wolfsburg   | Ausgehend von der Nachkriegsavantgarde dokumentiert die 1974 eröffnete Galerie in ihren Bestandsausstellungen Werke, die auf vielfältige Weise das breite Spektrum zeitgenössischer Kunst widerspiegeln.                                                                                                   |      |
| Kunstverein Wolfsburg            | Schloss Wolfsburg Lage Schloßstraße 8, 38448 Wolfsburg   | Seit 1967 stellt der Kunstverein Wolfsburg zeitgenössische Kunst im Schloss Wolfsburg aus. |      |
| AutoMuseum Volkswagen            | Lage Dieselstraße 35, 38446 Wolfsburg                    | Eröffnet 1985 in einer ehemaligen Textilfabrik im Stadtteil Heßlingen. |      |
| Stadtmuseum Schloss Wolfsburg    | Schloss Wolfsburg Lage Schloßstraße 8, 38448 Wolfsburg   | Das Stadtmuseum Schloss Wolfsburg präsentiert sich seit 2000 in der Remise Schloss Wolfsburg als modernes Museum zur Schloss-, Regional- und Stadtgeschichte. Es steht in der Nachfolge des 1951 gegründeten Heimatmuseums, das sich zunächst in der Goetheschule und ab 1980 im Schloss Wolfsburg befand. |      |
| Hoffmann-von-Fallersleben-Museum | Schloss Fallersleben Lage Schloßplatz 5, 38442 Wolfsburg | Zitat des Museums: Als Museum zur Geschichte deutscher Dichtung und Demokratie im 19. Jahrhundert ermöglicht das Museum eine intensive Begegnung mit Hoffmanns Lebenszeit, der für die deutsche Geschichte bedeutsamem Epoche zwischen 1798 und 1874                                                       |      |
| Heinrich-Büssing-Haus            | Lage Hehlinger Straße 11, 38446 Wolfsburg                | 1988 auf Initiative des MAN-Konzerns im Geburtshaus Büssings eingerichtet, erinnert es an das Leben und Schaffen des Automobilpioniers. Nebenbei wird die Entwicklung vom Handwerk zur Industrie aufgezeigt.                                                                                               |      |
| Burg Neuhaus                     | Lage Burgallee 2, 38446 Wolfsburg                        | Zitat des Museums: Gezeigt werden unter anderem Modelle der Burganlage und einer Wassermühle, Waffen des Spätmittelalters und Dokumente zum Leben der Menschen in der Zeit bis 1800. |      |
| Autostadt                        | Lage Stadtbrücke, 38440 Wolfsburg                        | Neben dem Disneyland in Paris der am meisten frequentierte Freizeitpark Europas. Die Autostadt ist ein Erlebnispark mit dem Thema (Auto-)Mobilität - Weltforum |      |
| phæno                            | Lage Willy-Brandt-Platz 1, 38440 Wolfsburg               | Science-Center mit 250 Experimentierstationen auf fast 6000 m² Ausstellungsfläche. Der architektonisch ungewöhnliche Bau wurde von Zaha Hadid entworfen. |      |
| Institut Heidersberger           | Lage Schloßstraße 8, 38448 Wolfsburg                     | Widmet sich der wissenschaftlichen und künstlerischen Auseinandersetzung mit dem Lebenswerk des Künstlers Heinrich Heidersberger, der vor allem als Architekturfotograf und Schöpfer der sogenannten Rhythmogramme bekannt wurde.                                                                          |      |
| Heimatstube Vorsfelde            | Meinstraße 13, 38448 Wolfsburg                           | Die Heimatstube widmet sich der Vorsfelder Ortsgeschichte und zeigt darüber hinaus eine detailgetreu eingerichtete Wohnung im Stil der 1950er Jahre. |      |